# 소메노 이쓰키
소메노 이쓰키(일본어: 染野 唯月, 2001년 9월 12일~)는 일본의 축구 선수이다.

## 구단 경력
그는 2020년 J1리그의 가시마 앤틀러스에 입단했다. 2022년 7월 J2리그의 도쿄 베르디로 임대 이적했다. 2023년 가시마 앤틀러스로 복귀했다. 2023년 7월 J2리그의 도쿄 베르디로 이적했다. 2023년 J2리그 3위를 기록하여 J1리그로 승격했다.